# Japon aux Jeux olympiques d'été de 1984
Le Japon participe aux Jeux olympiques d'été de 1984 à Los Angeles aux États-Unis. 226 athlètes japonais, 174 hommes et 52 femmes, ont participé à 147 compétitions dans 22 sports. Ils y ont obtenu trente-deux médailles : dix d'or, huit d'argent et quatorze de bronze.

## Médailles
| Médaille | Discipline            | Épreuve                                         | Athlète | Performance | Date |
| -------- | --------------------- | ----------------------------------------------- | --- | ----------- | ---- |
| Or       | Tir                   | Pistolet feu rapide à 25 m - hommes             | Takeo Kamachi |             |      |
| Or       | Lutte                 | Lutte libre - Poids coq, 52-57 kg               | Hideaki Tomiyama |             |      |
| Or       | Lutte                 | Lutte gréco-romaine - Poids mouche 48-52 kg     | Atsuji Miyahara |             |      |
| Or       | Judo                  | Moins de 60 kg                                  | Shinji Hosokawa |             |      |
| Or       | Judo                  | Moins de 65 kg                                  | Yoshiyuki Matsuoka |             |      |
| Or       | Judo                  | Plus de 95 kg                                   | Hitoshi Saito |             |      |
| Or       | Judo                  | Open weight                                     | Yasuhiro Yamashita |             |      |
| Or       | Gymnastique           | Barre fixe hommes                               | Shinji Morisue |             |      |
| Or       | Gymnastique           | Anneaux hommes                                  | Koji Gushiken |             |      |
| Or       | Gymnastique           | Concours général individuel hommes              | Koji Gushiken |             |      |
| Argent   | Lutte                 | Lutte libre - Poids super-mouche -48 kg         | Takashi Irie |             |      |
| Argent   | Lutte                 | Lutte libre - Poids plume, 57-62 kg             | Kosei Akaishi |             |      |
| Argent   | Lutte                 | Lutte libre - Middleweight (74-82 kg)           | Hideyuki Nagashima |             |      |
| Argent   | Lutte                 | Lutte libre - Poids mi-lourds, 82-90 kg         | Akira Ōta |             |      |
| Argent   | Lutte                 | Lutte gréco-romaine - Poids coq, 52-57 kg       | Masaki Etō |             |      |
| Argent   | Gymnastique           | Saut hommes                                     | Koji Gushiken |             |      |
| Argent   | Gymnastique           | Saut hommes                                     | Shinji Morisue |             |      |
| Argent   | Gymnastique           | Barres parallèles hommes                        | Kajitani Nobuyuki |             |      |
| Bronze   | Tir à l'arc           | Homme individuel                                | Hiroshi Yamamoto |             |      |
| Bronze   | Volley-ball           | Femmes                                          | Yumi Egami Norie Hiro Miyoko Hirose Kyoko Ishida Yoko Kagabu Yuko Mitsuya Keiko Miyajima Kimie Morita Kumi Nakada Emiko Odaka Sachiko Otani Kayoko Sugiyama |             |      |
| Bronze   | Cyclisme              | Vitesse individuelle hommes                     | Tsutomo Sakamoto |             |      |
| Bronze   | Natation synchronisée | Solo                                            | Miwako Motoyoshi |             |      |
| Bronze   | Natation synchronisée | Duo                                             | Saeko Kimura / Miwako Motoyoshi |             |      |
| Bronze   | Haltérophilie         | –52 kg                                          | Kazushito Manabe |             |      |
| Bronze   | Haltérophilie         | 52-56 kg                                        | Masahiro Kotaka |             |      |
| Bronze   | Haltérophilie         | 75–82.5 kg                                      | Ryoji Isaoka |             |      |
| Bronze   | Lutte                 | Lutte libre - Poids mouche, 48-52 kg            | Yuji Takada |             |      |
| Bronze   | Lutte                 | Lutte gréco-romaine - Poids super-mouche -48 kg | Ikuzō Saitō |             |      |
| Bronze   | Judo                  | Moins de 86 kg                                  | Seiki Nose |             |      |
| Bronze   | Gymnastique           | Concours par équipes hommes                     | Kōji Gushiken Noritoshi Hirata Nobuyuki Kajitani Shinji Morisue Koji Sotomura Kyoji Yamawaki                                                                |             |      |
| Bronze   | Gymnastique           | Sol hommes                                      | Koji Sotomura |             |      |
| Bronze   | Gymnastique           | Barre fixe hommes                               | Koji Gushiken |             |      |